# Жосан Сіґар
Жосан Сіґар (7 січня 1909 — 20 серпня 1999) — колишня бельгійська тенісистка.
Найвищу одиночну позицію світового рейтингу — 10 місце досягла 1932 року.
Перемагала на турнірах Великого шолома в парному розряді.

## Фінали турнірів Великого шолома

### Парний розряд: 2 (1–1)
| Результат | Рік  | Турнір               | Покриття | Партнерка     | Суперниці                                | Рахунок       |
| --------- | ---- | -------------------- | -------- | ------------- | ---------------------------------------- | ------------- |
| Поразка   | 1931 | Вімблдонський турнір | Трава    | Доріс Метакса | Філліс Мадфорт-Кінґ Дороті Шеферд Баррон | 6–3, 3–6, 4–6 |
| Перемога  | 1932 | Вімблдонський турнір | Трава    | Доріс Метакса | Елізабет Раян Гелен Джейкобс             | 6–4, 6–3      |

### Мікст: 1 (1 поразка)
| Результат | Рік  | Турнір               | Покриття | Партнер      | Суперник і суперниця      | Рахунок  |
| --------- | ---- | -------------------- | -------- | ------------ | ------------------------- | -------- |
| Поразка   | 1932 | Вімблдонський турнір | Трава    | Геррі Гопмен | Елізабет Раян Енріке Маєр | 5–7, 2–6 |